# Itil Kazań
Itil Kazań – rosyjski klub szachowy z siedzibą w Kazaniu, mistrz Rosji z 1998 roku, zdobywca Pucharu Europy w 1996 roku.

## Historia
Itil uczestniczył w klubowych mistrzostwach ZSRR w 1990 roku, zajmując dziesiąte miejsce. W 1992 roku zespół był uczestnikiem pierwszego sezonu Priemjer-Ligi, wówczas rywalizując pod nazwą Lokomotiw-Itil, nawiązującą do istniejącej od końca lat 40. do lat 60. sekcji szachowej klubu Lokomotiw Kazań. Zespół zajął wówczas ósme miejsce w klasyfikacji. W latach 1995–1996 Itil zdobywał wicemistrzostwo Rosji, kończąc rozgrywki kolejno za Nowają Sibir Nowosybirsk i Ładją Azow. Ponadto w 1996 roku Itil zadebiutował w Pucharze Europy. W fazie grupowej rosyjski klub pokonał Randaberg SK i Panfox Breda, a przegrał z CS Clichy, a w fazie finałowej wygrał z Erywaniem, Elicurem Petach Tikwa, Sibekobankiem Nowosybirsk i w finale 3½:2½ ŠK Borovo-Vukovar ’91, zdobywając trofeum. W sezonie 1997 Pucharu Europy w fazie finałowej uczestniczyły dwie drużyny klubu, funkcjonującego wówczas pod nazwą Sbierbank-Tatarstan. Oba zespoły awansowały do półfinału, w którym pierwsza drużyna przegrała z Ładją Azow, a druga – z Polonią Warszawa. W efekcie obie drużyny klubu z Kazania grały ze sobą w meczu o trzecie miejsce – w tym spotkaniu wygrała drużyna „A” 5:1. 
W 1998 roku klub zdobył mistrzostwo kraju, o dwa punkty pokonując drugi Uniwersitet Majkop, jednakże, mimo zgłoszenia, nie przystąpił do rozgrywek Pucharu Europy. W 1999 roku zespół zajął piąte miejsce w mistrzostwach Rosji. W Pucharze Europy klub wygrał z SK Hohenems i KSK Rochade Eupen-Kelmis, a przegrał z Agrouniverzalem Zemun i nie wyszedł z grupy. W późniejszych latach zespół nie uczestniczył już w rozgrywkach najwyższej ligi rosyjskiej.
Zawodnikami klubu byli m.in. Wiktor Bołogan, Andriej Charłow, Witalij Cieszkowski, Rustem Dautow, Aleksiej Driejew, Alisa Gallamowa, Ildar Ibragimow, Walerij Jandemirow, Artur Jusupow, Władimir Kramnik, Julija Maszinskaja, Aleksandr Panczenko, Siergiej Rublewski, Aleksandr Wołżyn i Aleksiej Wyżmanawin.